# 白萬德
白萬德（？—？），真定人，辽朝将领。

## 生平
白萬德在契丹统帅沿边七百余帐兵马。北宋宁边当地豪强，是白萬德的姻族，经常出境相见。雍熙四年（987年）十二月，宋朝知宁边军柳開于是通过这个豪强劝说白萬德为内应，将幽州交给宋朝，许给他裂土封侯的奖赏。白萬德同意了，请约定日期。还没有定准，柳开改任全州，事情就中止了。